# International Athletic Club
L'International Athletic Club, abrégé en International AC et surnommé Inter-Nos, est un club de rugby à XV et de football français fondé en 1888, disparu en 1894 et situé à Paris.
L'International Athletic Club est l'un des premiers clubs fondés en France. Georges Duhamel, dans son livre Le football français : ses débuts, précise que le club jouait indifféremment au rugby à XV et au football, et qu'il disparait sans avoir fait preuve de beaucoup d'activité.
Peu d'éléments sont connus sur ce club, qui s'est surtout illustré en atteignant la finale du championnat de France de rugby à XV 1893-1894. L'International AC jouait en bleu foncé et bleu clair et avait son terrain au bois de Boulogne puis à Bécon les Bruyères.
Elle fait partie de l'Union des sociétés françaises de sports athlétiques.

## Section de football
Le premier match de football interclubs joué en France dont une trace ait été conservée se joue le 2 mars 1892 à Bécon entre l'International AC et les White Rovers, ces derniers l'emportant largement par dix buts à un. Le 9 octobre 1892, une partie de football s'organise entre les membres du club, qui jouent alors surtout au rugby. L'équipe de Cotton s'impose par six buts à un face à l'équipe d'Haymann. Peu après, Cotton rejoint les White Rovers, où il devient le « pilier de la défense ».
Le 24 février 1894, l'International AC rencontre le Cercle athlétique de Neuilly et s'incline par deux buts à zéro. Preuve du peu d'activité dont fait part le club, Duhamel précise qu'il s'agit d'« un revenant ». Le club devait alors participer deux mois plus tard au premier championnat de France de football de l'histoire. Désigné pour affronter le Standard Athletic Club au premier tour, il déclare finalement forfait et ne fait plus parler de lui par la suite.

## Section de rugby à XV
L'International Athletic Club participe au championnat de France de rugby à XV 1892-1893. Il est battu au premier tour par le Club athlétique de l'Académie Julian par dix points à huit. Le club atteint la finale lors du championnat de France de rugby à XV 1893-1894, où il est battu le 18 mars 1894 par le Stade français par dix-huit points à zéro. Cotton et Haymann, capitaines des équipes de football du match du 9 octobre 1892, font partie de l'équipe.